# غلاديس غوتيريز
غلاديس غوتيريز (بالإسبانية: Gladys María Gutiérrez Alvarado)‏ هي سيدة قضاء فنزويلية، ولدت في 16 أبريل 1962 في بونتو فيخو ‏ في فنزويلا.